# Liga de Diamante
La Liga de Diamante (o Wanda Diamond League por razones de patrocinio) es un evento anual de atletismo que se inició en 2010. Es organizado por World Athletics y reemplazó a la IAAF Golden League, la cual se celebró desde 1998 a 2009. La Liga de Diamante está compuesta de las 15 reuniones de atletismo más importantes en diversas partes del mundo.

## Reglas
A partir de 2020 las reglas de la Liga de Diamante son las siguientes:

- Son quince las reuniones que se celebran en la Liga de Diamante. Las pruebas que otorgan puntos tienen lugar seis veces (100 m, 400 m, 800 m, 1500 m, carreras de vallas, salto de altura, salto con pértiga) o cuatro veces (3000 m, 400 m vallas, salto de longitud, lanzamiento de jabalina y lanzamiento de peso) antes de la final a lo largo de la temporada. Por tanto, catorce de esas reuniones sirven de clasificación para la última del calendario, a celebrarse en Zúrich,[7] donde tienen lugar las finales de las pruebas.[nota 2]
- En las reuniones de clasificación se repartirán puntos para clasificar a la final de cada prueba. Se adjudican ocho puntos al primer puesto, siete al segundo y así sucesivamente hasta otorgar un punto al octavo puesto.
- Para la final de cada prueba participarán los primeros siete, ocho o doce atletas (según la modalidad) que acumulen más puntos para disputar el Trofeo de diamante y premios en efectivo. En caso de empate se decide por el mejor registro en la fase de clasificación.

## Ediciones
| Ediciones             |
| --------------------- |
| Liga de Diamante 2010 |
| Liga de Diamante 2011 |
| Liga de Diamante 2012 |
| Liga de Diamante 2013 |
| Liga de Diamante 2014 |
| Liga de Diamante 2015 |
| Liga de Diamante 2016 |
| Liga de Diamante 2017 |
| Liga de Diamante 2018 |
| Liga de Diamante 2019 |
| Liga de Diamante 2020 |
| Liga de Diamante 2021 |
| Liga de Diamante 2022 |
| Liga de Diamante 2023 |
| Liga de Diamante 2024 |
| Liga de Diamante 2025 |

## Estadísticas

### Atletas con más triunfos en Liga de Diamante
A continuación la lista de múltiples ganadores en la Liga de Diamante.

#### Masculino
| Atleta                    | Trofeos de diamante | Pruebas (años)                        |
| ------------------------- | ------------------- | ------------------------------------- |
| Renaud Lavillenie (FRA)   | 7                   | Salto con pértiga (2010-16).          |
| Christian Taylor (USA)    | 7                   | Triple salto (2012-17, 2019).         |
| Conseslus Kipruto (KEN)   | 4                   | 3000 m obstáculos (2013, 2016-18).    |
| Piotr Małachowski (POL)   | 4                   | Lanzamiento de disco (2010, 2014-16). |
| Noah Lyles (USA)          | 4                   | 100 m (2019); 200 m (2017-19).        |
| Justin Gatlin (USA)       | 3                   | 100 m (2013-15).                      |
| Paul Kipsiele Koech (KEN) | 3                   | 3000 m obstáculos (2010-12).          |
| David Oliver (USA)        | 3                   | 110 m vallas (2010, 2013, 2015).      |
| Alonso Edward (PAN)       | 3                   | 200 m (2014-16).                      |
| LaShawn Merritt (USA)     | 3                   | 400 m (2013, 2014, 2016).             |
| Asbel Kiprop (KEN)        | 3                   | 1500 m (2010, 2015-16).               |
| Mutaz Essa Barshim (QAT)  | 3                   | Salto de altura (2014-15, 2017).      |
| Nijel Amos (BOT)          | 3                   | 800 m (2014-15, 2017).                |
| Tomas Walsh (NZL)         | 3                   | Lanzamiento de peso (2016, 2018-19).  |
| Timothy Cheruiyot (KEN)   | 3                   | 1500 m (2017-19).                     |

#### Femenino
| Atleta                            | Trofeos de diamante | Pruebas (años)                                          |
| --------------------------------- | ------------------- | ------------------------------------------------------- |
| Caterine Ibargüen (COL)           | 6                   | Triple salto (2013-16, 2018); salto de longitud (2018). |
| Sandra Perković (CRO)             | 6                   | Lanzamiento de disco (2012-17).                         |
| Valerie Adams (NZL)               | 5                   | Lanzamiento de peso (2011-14, 2016).                    |
| Milcah Chemos Cheywa (KEN)        | 4                   | 3000 m obstáculos (2010-13).                            |
| Allyson Felix (USA)               | 4                   | 200 m (2010, 2014-15); 400 m (2010).                    |
| Shelly-Ann Fraser-Pryce (JAM)     | 4                   | 100 m (2012-13, 2015); 200 m (2013).                    |
| Dawn Harper (USA)                 | 4                   | 100 m vallas (2012-15).                                 |
| Kaliese Spencer (JAM)             | 4                   | 400 m vallas (2010-12, 2014).                           |
| Barbora Špotáková (CZE)           | 4                   | Lanzamiento de jabalina (2010, 2012, 2014-15).          |
| Maria Lasitskene (Equipo neutral) | 4                   | Salto de altura (2014, 2017-19).                        |
| Ekaterini Stefanidi (GRE)         | 4                   | Salto con pértiga (2016-19).                            |

### Plusmarcas
A continuación las plusmarcas de las reuniones de la Liga de Diamante. Se incluyen pruebas que no otorgan puntos para la competencia.

#### Masculino
| Prueba                               | Marca (Viento m/s) | Atleta                                                   | País           | Lugar      | Fecha      |
| ------------------------------------ | ------------------ | -------------------------------------------------------- | -------------- | ---------- | ---------- |
| 100 m                                | 9,69 (-0,1)        | Yohan Blake                                              | Jamaica        | Lausana    | 23/08/2012 |
| 200 m                                | 19,26 (+0,6)       | Yohan Blake                                              | Jamaica        | Bruselas   | 16/09/2011 |
| 300 m                                | 31,63              | Wayde van Niekerk                                        | Sudáfrica      | Birmingham | 07/06/2015 |
| 400 m                                | 43,62              | Wayde van Niekerk                                        | Sudáfrica      | Lausana    | 06/07/2017 |
| 600 m                                | 1:13,10            | David Rudisha                                            | Kenia          | Birmingham | 05/06/2016 |
| 800 m                                | 1:41,54            | David Rudisha                                            | Kenia          | París      | 06/07/2012 |
| 1000 m                               | 2:13,49            | Ayanleh Souleiman                                        | Yibuti         | Lausana    | 25/08/2016 |
| 1500 m                               | 3:26,69            | Asbel Kiprop                                             | Kenia          | Mónaco     | 17/07/2015 |
| Milla                                | 3:47,32            | Ayanleh Souleiman                                        | Yibuti         | Eugene     | 31/05/2014 |
| 3000 m                               | 7:25,93            | Thierry Ndikumwenayo                                     | Burundi        | Mónaco     | 10/08/2022 |
| 2 millas                             | 8:07,54            | Joshua Cheptegei                                         | Uganda         | Palo Alto  | 30/06/2019 |
| 5000 m                               | 12:35,36           | Joshua Cheptegei                                         | Uganda         | Mónaco     | 14/08/2020 |
| 10 000 m                             | 26:43,16           | Kenenisa Bekele                                          | Etiopía        | Bruselas   | 16/09/2011 |
| 30 000 m                             | 1:26:47.4          | Moses Mosop                                              | Kenia          | Eugene     | 03/06/2011 |
| 110 m vallas                         | 12,80 (+0,3)       | Aries Merritt                                            | Estados Unidos | Bruselas   | 07/09/2012 |
| 400 m vallas                         | 46,92              | Karsten Warholm                                          | Noruega        | Zúrich     | 29/08/2019 |
| 3000 m obs.                          | 7:52,64            | Brimin Kipruto                                           | Kenia          | Mónaco     | 22/07/2011 |
| Salto de altura                      | 2,43               | Mutaz Essa Barshim                                       | Catar          | Bruselas   | 05/09/2014 |
| Salto con pértiga                    | 6,15               | Armand Duplantis                                         | Suecia         | Roma       | 17/09/2020 |
| Salto con pértiga (Pista cubierta)   | 5,92               | Shawn Barber                                             | Canadá         | Zúrich     | 02/09/2015 |
| Salto de longitud                    | 8,65 (-0,5)        | Juan Miguel Echevarría                                   | Cuba           | Zúrich     | 29/08/2019 |
| Triple salto                         | 18,11 (+0,8)       | Christian Taylor                                         | Estados Unidos | Eugene     | 27/05/2017 |
| Lanzamiento de peso                  | 22,61              | Darlan Romani                                            | Brasil         | Palo Alto  | 30/06/2019 |
| Lanzamiento de peso (Pista cubierta) | 22,03              | Ryan Whiting                                             | Estados Unidos | Zúrich     | 28/08/2013 |
| Lanzamiento de disco                 | 70,78              | Fedrick Dacres                                           | Jamaica        | Rabat      | 16/06/2019 |
| Lanzamiento de martillo              | 80,28              | Paweł Fajdek                                             | Polonia        | Eugene     | 27/05/2016 |
| Lanzamiento de jabalina              | 93,90              | Thomas Röhler                                            | Alemania       | Doha       | 05/05/2017 |
| 3000 m Marcha                        | 10:43,84           | Tom Bosworth                                             | Reino Unido    | Londres    | 21/07/2018 |
| 4 × 100 m                            | 37,45              | Michael Rodgers Tyson Gay Wallace Spearmon Trell Kimmons | Estados Unidos | Zúrich     | 19/08/2010 |
| 4 × 400 m                            | 3:01,76            | Jack Greene Chris Clarke Conrad Williams Nigel Levine    | Reino Unido    | Roma       | 31/05/2012 |

#### Femenino
| Prueba                               | Marca (Viento m/s) | Atleta                                                                   | País                    | Lugar      | Fecha      |
| ------------------------------------ | ------------------ | ------------------------------------------------------------------------ | ----------------------- | ---------- | ---------- |
| 100 m                                | 10,54 (+0,9)       | Elaine Thompson-Herah                                                    | Jamaica                 | Eugene     | 21/08/2021 |
| 200 m                                | 21,74 (-0,4)       | Shaunae Miller-Uibo                                                      | Bahamas                 | Zúrich     | 29/08/2019 |
| 400 m                                | 48,97              | Shaunae Miller-Uibo                                                      | Bahamas                 | Mónaco     | 20/07/2018 |
| 800 m                                | 1:54,25            | Caster Semenya                                                           | Sudáfrica               | París      | 30/06/2018 |
| 1000 m                               | 2:29,15            | Faith Kipyegon                                                           | Kenia                   | Mónaco     | 14/08/2020 |
| 1500 m                               | 3:50,07            | Genzebe Dibaba                                                           | Etiopía                 | Mónaco     | 17/07/2015 |
| Milla                                | 4:12,33            | Sifan Hassan                                                             | Países Bajos            | Mónaco     | 12/07/2019 |
| 3000 m                               | 8:18,49            | Sifan Hassan                                                             | Países Bajos            | Palo Alto  | 30/06/2019 |
| 2 millas                             | 9:11,49            | Mercy Cherono                                                            | Kenia                   | Birmingham | 24/08/2014 |
| 5000 m                               | 14:12,59           | Almaz Ayana                                                              | Etiopía                 | Roma       | 02/06/2016 |
| 10 000 m                             | 30:24,39           | Tirunesh Dibaba                                                          | Etiopía                 | Eugene     | 01/06/2012 |
| 100 m vallas                         | 12,20 (+0,3)       | Kendra Harrison                                                          | Estados Unidos          | Londres    | 22/07/2016 |
| 400 m vallas                         | 52,34              | Femke Bol                                                                | Países Bajos            | Estocolmo  | 04/07/2021 |
| 3000 m obs.                          | 8:44,32            | Beatrice Chepkoech                                                       | Kenia                   | Mónaco     | 20/07/2018 |
| Salto de altura                      | 2,06               | Mariya Lasitskene                                                        | ANA                     | Lausana    | 06/07/2017 |
| Salto con pértiga                    | 5,00               | Sandi Morris                                                             | Estados Unidos          | Bruselas   | 09/09/2016 |
| Salto con pértiga (Pista cubierta)   | 4,87               | Sandi Morris Katerina Stefanidi                                          | Estados Unidos · Grecia | Zúrich     | 23/08/2017 |
| Salto de longitud                    | 7,25 (+1,6)        | Brittney Reese                                                           | Estados Unidos          | Doha       | 10/05/2013 |
| Triple salto                         | 15,48 (0,0)        | Yulimar Rojas                                                            | Venezuela               | Zúrich     | 09/09/2021 |
| Lanzamiento de peso                  | 21,03              | Valerie Adams                                                            | Nueva Zelanda           | Roma       | 31/05/2012 |
| Lanzamiento de peso (Pista cubierta) | 20,98              | Valerie Adams                                                            | Nueva Zelanda           | Zúrich     | 28/08/2013 |
| Lanzamiento de disco                 | 71,38              | Sandra Perković                                                          | Croacia                 | Doha       | 04/05/2018 |
| Lanzamiento de martillo              | 75,98              | Tatiana Lysenko                                                          | Rusia                   | Eugene     | 03/07/2010 |
| Lanzamiento de jabalina              | 69,57              | Christina Obergföll                                                      | Alemania                | Zúrich     | 08/09/2011 |
| 4 × 100 m                            | 42,60              | Shelly-Ann Fraser-Pryce Elaine Thompson Natasha Morrison Sherone Simpson | Jamaica                 | Zúrich     | 03/09/2015 |

 = Plusmarca mundial